# هوگو آرماندو
 هوگو آرماندو (انگلیسی: Hugo Armando؛ زاده ۲۷ مهٔ ۱۹۷۸) یک تنیس‌باز اهل ایالات متحده آمریکا است.